# Аелин-уиал
Аелин-уиал (на английски: Aelin-uial) е името на блатист район във фантастичната Средна земя на британския писател Джон Роналд Руел Толкин. Аелин-уиал е разположен южно от Дориат и е образуван от вливането на река Арос в река Сирион. В превод Аелин-уиал означава Здрачни езера.
Районът има силна връзка с валара Улмо, който успява да изпрати на Финрод и Тургон видения, в които им заповядва да открият място, където може да се построи укрепление скрито от очите на Моргот. Впоследствие именно в района на Аелин-уиал Тургон и Финрод построяват крепостите Гондолин и Нарготронд.
| Портал | В Портал Властелинът на пръстените можете да намерите още много страници за Властелинът на пръстените. |